# Schmalschnabel-Königstyrann
Der Schmalschnabel-Königstyrann (Tyrannus verticalis) auch Arkansaskönigstyrann ist eine Vogelart aus der Familie der Tyrannen (Tyrannidae). Er ist in großen Teilen des westlichen Nordamerikas verbreitet und dort meist häufig. Die Art wurde erstmals bei einer Forschungsexpedition um 1820 in Arkansas gesammelt, kommt in diesem Bundesstaat aber nur sehr selten mit einzelnen Brutpaaren vor, da hier die östliche Verbreitungsgrenze verläuft.
Die Art besiedelt offene Landschaften und ernährt sich vorwiegend von größeren Insekten, die von einer Warte aus im Flug gefangen werden. Während der Brutzeit fällt der Schmalschnabel-Königstyrann wie auch andere Arten durch die sehr aggressive Feindabwehr und das damit einhergehende Drohverhalten auf.

## Beschreibung
Der Schmalschnabel-Königstyrann erreicht eine Körperlänge von 20–24 cm und ein Durchschnittsgewicht von 38 g. Ein Sexualdimorphismus ist nicht vorhanden. Schnabel, Beine und Füße sind schwarz.
Bei adulten Vögeln sind Kopf, Hals, Brust und Nacken hellgrau mit aufgehellter Kehle und einem dunkelgrauen Augenstreif, der im Bereich der Ohrdecken ausläuft. Ein orangeroter Fleck auf dem Scheitel wird fast immer vom umliegenden Gefieder verdeckt. Rücken und Schultergefieder sind eher braungrau, das Flügelgefieder ist bräunlich schwarz mit hellen Säumen. Von den sonst schwarzen Steuerfedern tragen die äußeren weiße Säume. Die Unterseite ist inklusive der Unterschwanzdecken schwefelgelb.
Das Jugendkleid unterscheidet sich lediglich durch die weniger intensive Färbung der Unterseite. Unterarten werden nicht beschrieben.
Der Schmalschnabel-Königstyrann ähnelt den nahe verwandten Arten Cassinkönigstyrann, Trauerkönigstrann und Texaskönigstyrann, deren Verbreitungsgebiete teils mit dem dieser Art überlappen. Von letzteren beiden Arten unterscheidet er sich unter anderem durch den dunklen Schwanz und den feineren Schnabel, von der ersteren durch die weißen Schwanzaußenseiten. Beim etwas größeren Cassinkönigstyrann trägt der Schwanz zudem einen hellen Endsaum.

## Verhalten
Wie auch andere Königstyrannen (Tyrannus) fällt der Schmalschnabel-Königstyrann durch sein aggressives Feindabwehrverhalten während der Brutzeit auf. Selbst weitaus größere Vögel wie Rotschwanzbussarde oder Buntfalken werden mit Krallen und Schnabel in die Flucht geschlagen und teils hartnäckig im Flug verfolgt. Vor einem Angriff ist meist ausgeprägtes Drohverhalten zu beobachten. Dies besteht aus verschiedenen Elementen wie einer horizontalen Erregungspose mit vorgestrecktem Kopf und angewinkelten Beinen, demonstrativem Flügelflattern und -schlagen sowie dem Entblößen des orangen Flecks auf dem Scheitel oder dem Aufstellen des Scheitelgefieders.

## Verbreitung
Der Schmalschnabel-Königstyrann ist im westlichen Teil Nordamerikas verbreitet. Im Norden reicht die Verbreitung durch den Süden der kanadischen Provinzen British Columbia, Alberta, Saskatchewan und Manitoba. Die Ostgrenze des Areals zieht sich durch den jeweiligen Westteil der Bundesstaaten Minnesota, Iowa und Missouri sowie entlang der Ostgrenze von Oklahoma und Texas. Die Südgrenze zieht sich durch Mexiko, wo die Art noch im nordwestlichen Chihuahua, bis ins südliche Sonora und im Norden von Baja California vorkommt. An der Westküste reicht die Verbreitung teils nicht ganz bis an die Küste und die Kaskadenkette ist nur sehr lückenhaft besiedelt.
Gelegentliche Brutnachweise liegen aus den Bundesstaaten Ontario, Wisconsin, Illinois, Michigan, Arkansas und Louisiana vor.

## Wanderungen

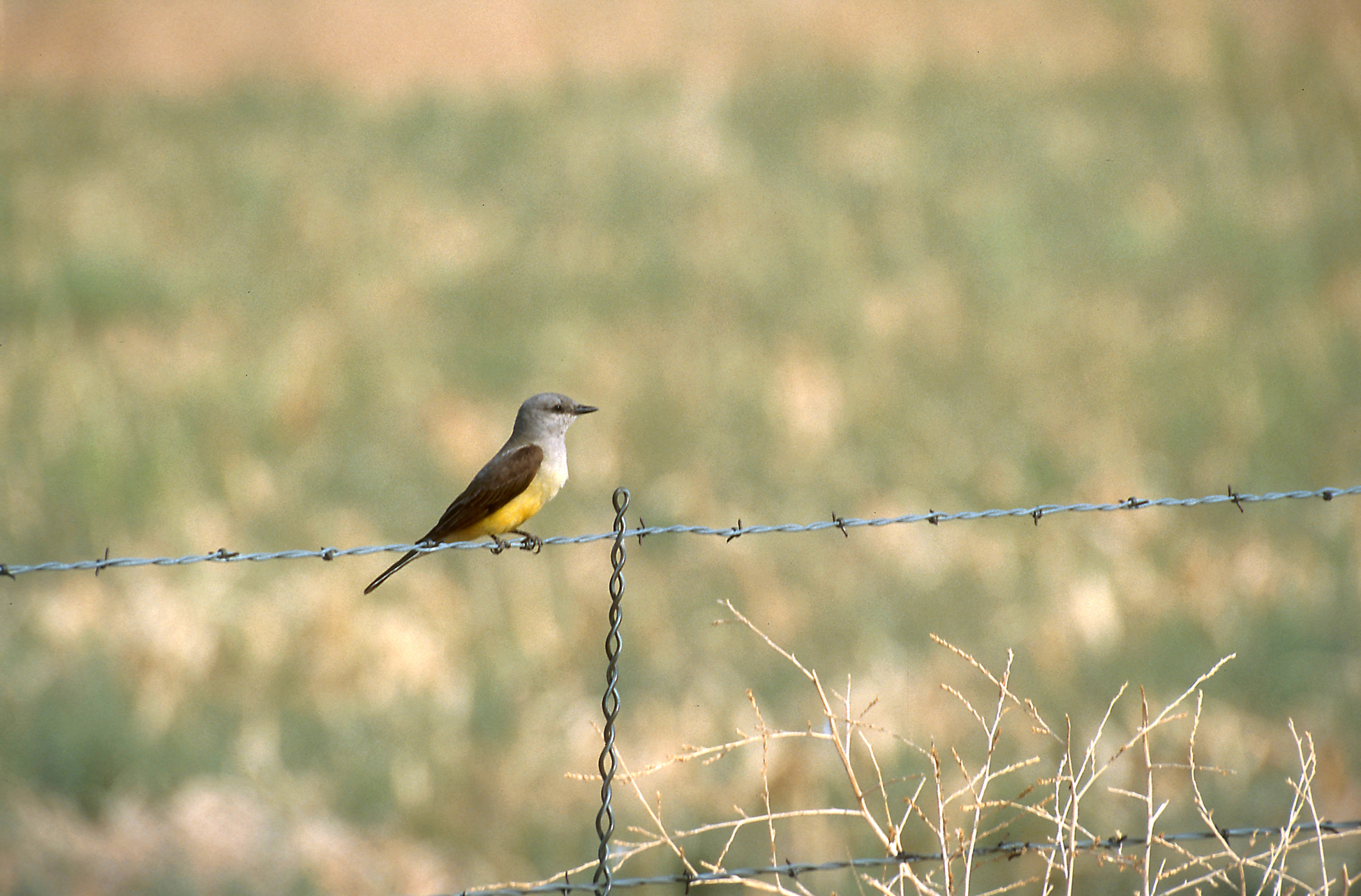
Schmalschnabel-Königstyrann auf einem Weidezaun

Der Schmalschnabel-Königstyrann ist ein Mittelstreckenzieher, der im südlichen Mexiko und in Zentralamerika überwintert, wo sich das Wintervorkommen vorwiegend auf das Landesinnere und in der Pazifischen Kordillere auf Höhenlagen unter 2000 m beschränkt. Entlang der Küste des Golfs von Mexiko und der nordamerikanischen Atlantikküste tritt die Art regelmäßig in kleinen Zahlen auf. Der Herbstzug beginnt zwischen Ende August und September und ist spätestens im November abgeschlossen. Der Heimzug beginnt in Honduras bereits im späten Januar und Februar und setzt sich bis in den April fort. Das südliche Mexiko verlassen die Wintergäste ab April, Durchzug ist dort bis Mai zu verzeichnen. In den Brutgebieten trifft die Art zwischen April und Mitte Mai, seltener bis Anfang Juni (Minnesota) ein.

## Lebensraum
Der Schmalschnabel-Königstyrann besiedelt offene Landschaften in Ebenen oder Bergtälern unter 2120 m. Er kommt im Grasland, in strauchbestandenen Wüsten oder Buschsteppen, auf Weideland, landwirtschaftlichen Nutz- und Brachflächen sowie in siedlungsnahen Bereichen vor. Oft brütet er in Randhabitaten zwischen mehreren Biotoptypen, in denen vereinzelte Bäume, Sträucher oder anthropogene Strukturen vorhanden sind. Häufig ist er in baumbestandenen Flusslandschaften zu finden, die von offenen Flächen wie Prärie, Halbwüste oder Kulturlandschaft umgeben sind.

## Ernährung
Die Nahrung des Schmalschnabel-Königstyrannen besteht hauptsächlich aus größeren Insekten wie Hautflüglern, Schnabelkerfen, Heuschrecken, Schmetterlingen, Dipteren oder Käfern, aber auch aus anderen Gliederfüßern wie beispielsweise Spinnen. Die verhältnismäßig geringe Schnabelgröße weist darauf hin, dass die Art insgesamt mehr kleinere Insekten ins Nahrungsspektrum mit einbezieht, als andere Königstyrannen. Früchte wie Holunder-, Weißdorn- oder Maulbeeren spielen bei der Ernährung eine stark untergeordnete Rolle.
Wie auch andere Königstyrannen fängt der Schmalschnabel-Königstyrann einen überwiegenden Teil der Beute aus der Luft. Seine Fangflüge startet er meist von einer Warte aus und kehrt danach auf dieselbe oder eine andere zurück. Gelegentlich stößt er auch aus dem Rüttelflug herab und greift die Beute vom Boden auf, bisweilen wird diese auch von Pflanzen abgesammelt.

## Belege
- Lawrence R. Gamble, Timothy M. Bergin (1996): Western Kingbird (Tyrannus verticalis) in The Birds of North America Online, (A. Poole, Ed.) Ithaca, Cornell Lab of Ornithology, abgerufen am 21. September 2011